# Auburn (Wyoming)
Auburn è un census-designated place degli Stati Uniti d'America, situato nella Contea di Lincoln nello stato del Wyoming. Nel censimento del 2000 la popolazione era di 276 abitanti.

## Geografia fisica
Secondo i rilevamenti dell'United States Census Bureau, la località di Auburn si estende su una superficie di 5,6 km², tutti occupati da terre.

## Popolazione
Secondo il censimento del 2000, a Auburn vivevano 276 persone, ed erano presenti 74 gruppi familiari. La densità di popolazione era di 49,7 ab./km². Nel territorio comunale si trovavano 94 unità edificate. Per quanto riguarda la composizione etnica degli abitanti, il 98,19% era bianco, lo 0,36% apparteneva ad altre razze e l'1,45% a due o più. La popolazione di ogni razza ispanica corrispondeva allo 0,72% degli abitanti.
Per quanto riguarda la suddivisione della popolazione in fasce d'età, il 32,6% era al di sotto dei 18, l'11,2% fra i 18 e i 24, il 23,2% fra i 25 e i 44, il 23,9% fra i 45 e i 64, mentre infine il 9,1% era al di sopra dei 65 anni di età. L'età media della popolazione era di 30 anni. Per ogni 100 donne residenti vivevano 107,5 uomini.